# Hărmănești
Hărmănești è un comune della Romania di 2 370 abitanti, ubicato nel distretto di Iași, nella regione storica della Moldavia.
Il comune è formato dall'unione di 3 villaggi: Boldești, Hărmăneștii Noi, Hărmăneștii Vechi.
La sede municipale si trova nell'abitato di Hărmăneștii Vechi.